# ニッポン戦略会議〜あすへの提言〜
『ニッポン戦略会議〜あすへの提言〜』（ニッポンせんりゃくかいぎ あすへのていげん）は、テレビ東京系列で放送された2009年（平成21年）8月30日の第45回衆議院議員総選挙の選挙特別番組である。
正式タイトルは『TXN総選挙特番 ニッポン戦略会議〜あすへの提言〜』（ティーエックスエヌそうせんきょとくばん - ）。

## 概要
平日深夜の報道番組『ワールドビジネスサテライト』と土曜日昼の報道番組『田勢康弘の週刊ニュース新書』を基幹番組としている。
前回まで総合司会を担当していたフリーアナウンサーの徳光和夫は、裏番組である『24時間テレビ32 「愛は地球を救う」』（日本テレビ）への生出演のため、本番組に出演しなかった（徳光はその後そのまま事実上の降板となった）。
テレビ東京系列の選挙特番は『日曜ビッグバラエティ』放送のため他の放送局よりも遅れて開始していたが、今回は他局同様投票締め切り直前からの開始となった。また選挙特番恒例となっている選挙後の政治シミュレーションドラマは「政治情勢が不透明である」として、今回は放送されなかった。
番組は、「ニッポン戦略会議」というタイトル通り、討論を主体とした内容であった。

## 放送時間
※すべてJSTで表記。
- 2009年8月30日（日曜日）
  - 第1部 19:57 - 23:48
  - 第2部 翌1:00 - 1:30（31日未明）
- 地上波のみ1部と2部の間は、各局別のミニ番組（23:48 - 23:54）、『neo sports』（23:54 - 翌0:30）、『SHOWBIZ COUNTDOWN』（翌0:30 - 1:00）を放送[注 1]。放送中はL字で開票速報を随時伝えた。このため、テレビ愛知制作の『SHOWBIZ COUNTDOWN』の送出はテレビ東京からとなった。
- BSデジタル放送・BSジャパン（現・BSテレ東）でも地上波の選挙特番では唯一サイマル放送が行われた。

## ネット局
- TXN6局
  - テレビ東京
  - テレビ北海道
  - テレビ愛知（第1部のみ）
  - テレビ大阪（第1部のみ）
  - テレビせとうち
  - TVQ九州放送（第1部のみ）
- 独立放送局
  - 岐阜放送（第1部は21:02 - 22:14のみ、第2部はフルネット）
  - 三重テレビ放送（第2部のみ）
  - テレビ和歌山（自社製作の「@あっと!テレわか・NEWSスタイルSP」内で随時放送）
- BSデジタル放送
  - BSジャパン（現・BSテレ東）

## 出演者
- 総合司会：小谷真生子（当時『ワールドビジネスサテライト』キャスター）、池上彰（ジャーナリスト、元NHK記者）
- サブ司会：大浜平太郎（テレビ東京報道局取材センター記者）、大江麻理子（当時テレビ東京アナウンサー・現:報道局キャスター）
- コメンテーター：田勢康弘（早稲田大学大学院客員教授、当時『田勢康弘の週刊ニュース新書』司会）
- ニッポン戦略会議メンバー
  - 伊藤元重（東京大学大学院教授）
  - 猪瀬直樹（作家、東京都副知事）
  - 姜尚中（東京大学大学院教授）
  - 北川正恭（早稲田大学大学院教授、前三重県知事）
  - 榊原英資（早稲田大学教授）
  - 塩川正十郎（東洋大学総長、元財務大臣）
  - 竹中平蔵（パソナグループ会長、慶應義塾大学教授、元総務大臣）
  - 田中均（東京大学客員教授、元外務省職員）
  - ロバート・アラン・フェルドマン（アナリスト、モルガン・スタンレー証券経済調査部長）